# Ligne Iwaizumi
La ligne Iwaizumi (岩泉線, Iwaizumi-sen) était une ligne ferroviaire dans la préfecture d'Iwate au Japon. Elle reliait la gare de Moichi à celle d'Iwaizumi.

## Histoire
La ligne a été construite par étapes de 1942 à 1972.
L'exploitation de la ligne a été suspendue le 31 juillet 2010, suite au déraillement d'un train dû à un glissement de terrain survenu entre les gares d'Oshikado et d'Iwate-Ōkawa. Les trains sont remplacés par des bus. Après avoir enquêté sur l'accident et sur l'état de la ligne, JR East annonce le 30 mars 2012 qu'elle renonçait à remettre en service la ligne, qui est officiellement fermée le 1er avril 2014.
En 2025, un vélorail réutilise une partie de la ligne.

## Caractéristiques

### Ligne
- Longueur : 38,4 km
- Ecartement : 1 067 mm
- Nombre de voies : Voie unique

### Liste des gares
| Gare         | Nom japonais | Distance (km) | Correspondances  | Localisation |
| ------------ | ------------ | ------------- | ---------------- | ------------ |
| Moichi       | 茂市         | 0             | JR East : Yamada | Miyako       |
| Iwate-Kariya | 岩手刈屋     | 4,3           |                  | Miyako       |
| Nakasato     | 中里         | 7,2           |                  | Miyako       |
| Iwate-Wainai | 岩手和井内   | 10,0          |                  | Miyako       |
| Oshikado     | 押角         | 18,5          |                  | Miyako       |
| Iwate-Ōkawa  | 岩手大川     | 25,8          |                  | Iwaizumi     |
| Asanai       | 浅内         | 31,0          |                  | Iwaizumi     |
| Nishōishi    | 二升石       | 33,8          |                  | Iwaizumi     |
| Iwaizumi     | 岩泉         | 38,4          |                  | Iwaizumi     |